# Osmanié-orden
Osmanié-orden (turkiska: Osmaniye Nişanı) var en osmansk orden, instiftad den 4 januari 1862 av sultan Abd ül-Aziz.
Orden hade tre klasser från början, och utökades till fyra 1867 och till fem klasser 1893.
Orden har upphört sedan Osmanska rikets upplösning 1922 och delas inte längre ut.